# Gaertnera alstonii
Gaertnera alstonii är en måreväxtart som beskrevs av Simon T. Malcomber. Gaertnera alstonii ingår i släktet Gaertnera och familjen måreväxter. Inga underarter finns listade i Catalogue of Life.